# 小蛋壳
《小蛋壳》是一部中国上海美术电影制片厂制作的动画短片，讲述的是一个小鸡蛋壳和一只大老鼠的故事。

## 剧情简介
小鸡破壳而出后，蛋壳被遗弃在了某个角落，有只小蛋壳唤醒了周围熟睡的蛋壳们，想和它们一起玩耍，可是其他蛋壳觉得自己没有手脚，不愿动弹。小蛋壳离开了蛋壳群，被一只大老鼠发现，大老鼠决定把蛋壳带回家当饭桶。路上遇到了一条河，小蛋壳设法摆脱了老鼠，并使老鼠被卷入湍流之中，小蛋壳则被河流送至岸边。天晴后，小蛋壳被人类小朋友发现并捡回家，被装饰成一个玩具。不久，大老鼠再次出现，小蛋壳被带回老鼠家，被老鼠做成了一座小油灯。小蛋壳用计烧了老鼠窝，重新获得自由。